# شوقي متى
شوقي متى (28 مارس 1948 - 3 أكتوبر 2022)، هو ممثلٌ ومنتجٌ لبناني. كان قد عمل بين مصر ولبنان وشارك في عدة أفلام خاصةً أثناء الحرب الأهلية اللبنانية. قدّم أكثر من 35 فيلمًا سينمائيًا؛ ثمانيةٌ منهم من إنتاجه، وست مسرحيات وعشرة مسلسلات تلفزيونية.

## أعماله
شارك شوقي متى في عددٍ من الأعمال، منها:
- عشرة عبيد صغار (مسلسل 2014)
- هروب (مسلسل 2011)
- عصر الحريم (مسلسل 2008)
- إيفانوفا (فيلم 2000)
- ناجي العلي (فيلم 1992)
- عودة البطل (فيلم 1983)
- الصفقة (فيلم 1982)
- لعبة النساء (فيلم 1982)
- القرار الصعب (فيلم 1981)
- ورفعت الجلسة (فيلم 1981)
- حسناء وعمالقة (فيلم 1980)
- الدنيا نغم (فيلم 1978)
- رئيس العصابة 1
- قطة على نار (فيلم 1977)
- الشياطين (فيلم 1977)
- الكل يحب (فيلم 1976)
- الأستاذ أيوب (فيلم 1975)
- شروال ومينى جوب (فيلم 1973)
- جيتار الحب (غيتار الحب) (فيلم 1973)
- قطط شارع الحمرا (فيلم 1971)
- الممر الأخير (فيلم)

## وفاته
توفي في 3 أكتوبر 2022 عن عمر ناهز 74 عامًا.

## وصلات خارجية
- شوقي متى على موقع IMDb (الإنجليزية)
- شوقي متى على موقع قاعدة بيانات الأفلام العربية
- شوقي متى على موقع قاعدة بيانات الفيلم (الإنجليزية)